# Znameanka, Bilozerka
Znameanka (în ucraineană Знам'янка) este un sat în comuna Nadejdivka din raionul Bilozerka, regiunea Herson, Ucraina.

## Demografie
Componența lingvistică a localității Znameanka
     Ucraineană (89,71%)
     Rusă (8,09%)
     Română (1,47%)
     Alte limbi (0,74%)
Conform recensământului din 2001, majoritatea populației localității Znameanka era vorbitoare de ucraineană (89,71%), existând în minoritate și vorbitori de rusă (8,09%) și română (1,47%).